# 辰野町
辰野町（日语：／ Tatsuno machi */?）是長野縣上伊那郡的一町。現任町長為矢崎克彥。

## 地理
- 山：經岳、坊主岳、黒澤山、近江山、穴倉山
- 河川：天龍川、横川川、小野川